# マディソン郡の橋 (ミュージカル)
『マディソン郡の橋』 (The Bridges of Madison County ) は、ロバート・ジェイムズ・ウォラーの1992年の同名小説を基にしたミュージカル。マーシャ・ノーマンが脚本、ジェイソン・ロバート・ブラウンが作詞作曲を担当した。2014年2月20日から5月18日、ブロードウェイにあるジェラルド・ショーンフェルド・シアターで上演された。このブロードウェイ公演はバートレット・シアが演出を担当し、ケリー・オハラがフランチェスカ役、スティーヴン・パスケールがロバート役に配役された。

## プロダクション

### ブロードウェイ公演前
2013年8月1日から18日、マサチューセッツ州ウィリアムズタウンにあるウィリアムズ大学で開催されたウィリアムズタウン・シアター・フェスティバルで初演された。バートレット・シアが演出、マイケル・イヤガンが装置デザイン、キャサリン・ズベアが衣裳、ドナルド・ホルダーが照明、ジョン・ウェストンが音響を担当した。スティーヴン・パスケールがロバート役、エレナ・シャドウがフランチェスカ役、ダニエル・H・ジェンキンスがバッド役、ニック・ベイリーがマイケル役、ケイトリン・キヌネンがキャロリン役、キャス・モーガンがマージ役、マイケル・X・マーティンがチャーリー役、ホイットニー・ベイシャーがマリアン/チアラ役に配役された他、ジョン・ポール・アーモン、ジェニファー・アレン、エマ・ダンカン、ルーク・マリンコヴィチ、ローラ・シュープ、ティム・ライトが出演した。

### ブロードウェイ
ブロードウェイのジェラルド・ショーンフェルド・シアターにて2014年1月17日からプレビュー公演、2月20日から正式に開幕された。製作チームは前回と同じで、他にデイヴィッド・ブライアン・ブラウンがヘア・ウィッグ・デザイン、アシュリー・ライアンがメイクアップ・デザインとして参加した。指揮はジェイソン・ロバート・ブラウンが担当した。
オリジナル・キャストにはパスケール、ベイシャー、マーティン、マリンコヴィチ、モーガン、アレン、キヌネンが再演し、新たにケリー・オハラがフランチェスカ役、ハンター・フォスターがバッド役、デレク・クリナがマイケル役に配役され、他にエフィ・アーデマ、ケイティ・クラウス、アーロン・レイミー、ダン・シャーキー が参加した。
オハラはウィリアムズタウン公演にも出演する予定であったが、第二子を妊娠したため降板してエレナ・シャドウがフランチェスカを演じた。
2014年5月18日、137回上演後に閉幕した。
2014年4月にデジタル版、5月にCDがゴーストライトからオリジナル・ブロードウェイ・キャスト・レコーディングが出版された。

### その後の公演
ブロードウェイ閉幕後、プロデューサーから多少の変更を加えた全米ツアー公演の開催が発表された。2015年11月28日、アイオワ州デモインにあるデモイン・シビック・センターにてブラウンの指揮によりツアー公演が開幕した。他にカリフォルニア州ロサンゼルスにあるアーマンソン・シアター(2015年12月8日より)、テキサス州ヒューストンにあるホビー・センター、ネバダ州ラスベガスにあるスミス・センター、ミネソタ州ミネアポリスにあるオルフェウム・シアター、ワシントンD.C.にあるジョン・F・ケネディ・センター(2016年6月-7月)などで上演された
。エリザベス・スタンリーがフランチェスカ役、アンドリュー・サモンスキーがロバート役に配役された。
海外公演では2015年11月20日から12月6日までフィリピンのマニラにあるCarlos P. Romulo Auditorium, RCBC Plaza, Makatiにて地元のアトランティス・シアトリカル・エンタテイメント・グループにより上演された。Joanna Ampil がフランチェスカ役、Mig Ayesa がロバート役に配役された。ボビー・ガルシアが演出、セシル・マルティネスが振付、シージェイ・ジェイヴィアが音楽監督、フォースト・ペネヴラが装置デザイン、エリック・ピネダが衣裳、ジョンジョン・ヴィラリルが照明を担当した。

## あらすじ

### 第1幕
1965年、イタリアからの戦争花嫁であるフランチェスカ・ジョンソンはアイオワ州ウィンターセットの農場で18年間静かで平凡な人生を送っている(“To Build a Home”)。家族に無関心な夫バッド、反抗的な息子マイケル、無気力な娘キャロリンは4Hクラブの全米フェアにキャロリンの牛スティヴィを出品するため3日間インディアナポリスに向かう(“Home Before You Know It")。家族の出発後、フランチェスカは家事に解放され週末リラックスして過ごすことにしている。午後、ロバート・キンケイドが『ナショナルジオグラフィック』誌用のマディソン郡にある著名なカバードブリッジの撮影のためにワシントン州から青いピックアップトラックに乗ってやってくる。ロバートは7つめの橋ローズマン・ブリッジを見つけられなかったため、フランチェスカはロバートをその橋へ連れて行くことにする(“Temporarily Lost”)。橋での撮影中、フランチェスカはロバートへの気持ちが目覚めてきていることに気付く(“What Do You Call a Man Like That?”)。
ジョンソン家の農場に戻り、フランチェスカはロバートをお茶に招待する。フランチェスカは故郷のナポリにロバートが最近まで行っていたと聞き、写真を見せてくれるよう頼む。ロバートは写真を持参しておらず、ウィンターセットでの穏やかな日々を語り合う(“You’re Never Alone”)。町のレストランの閉店時間が迫り、フランチェスカはロバートに自家製野菜でのイタリア料理をふるまおうとする。ウィンターセットの農場生活にどっぷりと浸かる近所に住む老夫婦のチャーリーとマージがフランチェスカの家でロバートとトラックを見かけ、あれこれ邪推する。ロバートはフランチェスカと共に夕食の準備をするが、ヒッピーのような様相のロバートは町でちょっとした噂となっている。フランチェスカはロバートが持参したギターおよびその所有者であった元妻マリアンのことを尋ねる("Another Life”)。料理中、ロバートとフランチェスカは古いブランデーを飲みかわす。夕食後、ロバートとフランチェスカは互いの気持ちに気付くが、ロバートは翌日の夜明けのローズマン・ブリッジ撮影のため家を出る。その後2人は共に過ごした時間を思い返す。ロバートがフランチェスカとの夕食を思い返している頃(“Wondering”)、フランチェスカはバッドから電話があり、長い間開けていなかったブランデーを開けたことを打ち明ける。
翌日、ロバートがローズマン・ブリッジを撮影している頃、フランチェスカは新しい洋服を購入する(“Look at Me”)。フランチェスカはイタリアを離れてから持ったことがなかった感情をロバートが引き起こしたことを感じ、ローズマン・ブリッジにロバートを探しに行く。橋でロバートはフランチェスカに意味のある写真構成の行程を説明する(“World Inside a Frame”)。ロバートはフランチェスカに自分が撮った戦後ナポリの復興の写真が掲載された『ナショナル・ジオグラフィック』を渡す。フランチェスカは昔の婚約者パウロが戦争で亡くなったことを明かし、自分のナポリでの生活とロバートが撮った写真がいかに繋がっているかを涙ながらに語る。フランチェスカが当初感じたよりさらに絆を感じ、ロバートを再度食事に招待する。
ロバートがフランチェスカの畑で収穫していると、フランチェスカはバッドからキャロリンの牛が決勝戦に残ったため帰宅を1日延ばすという電話を受ける。フランチェスカはロバートとバッドの間で揺れ動く。バッドがバーでキャロリンの勝利を祝い、自分とフランチェスカの関係を考えている頃(“Something from a Dream”)、フランチェスカはロバートとの夕食を前に入浴する。ロバートがキッチンで待っていると、新品のピンクのワンピースを着たフランチェスカが階段を下りてくる。ロバートと2人きりになり親密な時間を過ごし、フランチェスカはロバートに撮影地でいつもこういうことが起こるのか尋ねる。フランチェスカにとっては、新しい洋服を買い、彼を招き入れ、全てが非日常であった。ロバートはこれまで他人の領域に踏み込むことはなかったし、このような深い関係になったこともなかったと語る。2人がキスを交わすとマージからの電話が鳴る。マージは翌日会えないか尋ねるが、フランチェスカはデモインに出掛ける予定だと言って断る。電話の後、ロバートとフランチェスカはラジオに合わせてキッチンでダンスをする(“Get Closer”)。互いの気持ちを確かめ(“Falling into You”)、ダンスの後フランチェスカはロバートを2階の寝室に連れて行く。

### 第2幕
4Hクラブ全米フェアではキャロリンが牛のスティヴィを心配し、マイケルはバッドと喧嘩する(“State Road 21”)。農場にてロバートはまだ眠るフランチェスカと共にベッドにいる(“Who We Are and Who We Want to Be”)。フランチェスカとロバートがデモインへ出掛ける準備をしていると、フランチェスカはロバートになぜアイオワ州の農場に住むことになったのかを語る(“Almost Real”)。一方チャーリーとマージはロバートのトラックがフランチェスカの家の前に一晩中停まっていたことに気付く。
デモインで1日過ごした後、フランチェスカの家族の帰宅が翌日に迫り、フランチェスカとロバートは今後について話し合う。ロバートはフランチェスカに共にウィンターセットを離れるよう願い、フランチェスカは家族を置いて出て行くことを考える(“Before and After You”/”One Second and a Million Miles”)。翌朝遅く起き、ロバートはフランチェスカに共に出て行くよう再び語る。ロバートは夕方6時丁度にウィンターセットを出発することを告げ、フランチェスカがもし共に来てくれるならそれまでに来るよう語る。ロバートが家を出る時、フランチェスカは涙ながらに必ず会いに行くと約束する。その日の午後、バッド、マイケル、キャロリンが帰宅し、フランチェスカは家族を迎え入れる。バッドはフランチェスカに夕食の準備を頼み、フランチェスカはすぐに現実に戻る。ロバートのことで頭がいっぱいのフランチェスカは何度も時計をチェックするが、不機嫌な息子マイケル、愛する娘キャロリン、そして無理解の夫バッドに別れを告げることもできない。この数日のことを知るマージがラザニアを持参して現れて動揺するが、マージがバッドに打ち明けるつもりがないことに気付く。動揺し不安定なフランチェスカをマージは癒す。マイケルとキャロリンが兄妹喧嘩を始め、フランチェスカはバッドに、孤独でいることがつらく夫婦関係を見直す必要があると考え、ロバートとの出来事を打ち明けようとする。
フランチェスカはバッドとマイケルの口論を仲裁する。家族間の緊張を和らげようとするだけでなく、フランチェスカはロバートのことが気になっていたため、外出することを提案する。街に着くとキャロリンはフランチェスカに遠くでこちらを見つめる男性について尋ねる。それはアイオワ州の小さな町を共に去るようフランチェスカを待つロバートであった。フランチェスカはロバートのもとに駆け寄る想像をするが、ぐっと堪える。フランチェスカはロバートへの愛と家族への愛の間に挟まれる。フランチェスカは子と夫のもとに留まる決心をし、家族と共にアイスクリーム店に向かう。フランチェスカとロバートは報われない愛に打ちひしがれ、別々の道へ向かう前に再度見つめ合う。
数年後、キャロリンは結婚して子供をもうけ、マイケルは医大を卒業し、チャーリーとバッドは病死し、フランチェスカとマージだけが残される(“When I’m Gone”)。バッドの葬式後、フランチェスカはマージに何年も秘密を守ってくれたことに感謝する。空っぽの家に一人取り残されたフランチェスカは電話を受ける。声は聞こえなかったが、フランチェスカはそれがロバートからだと確信する。
年老いたロバートはナショナル・ジオグラフィック社に電話し、自身の病気のためもう撮影はできないと告げる。ロバートは事務員に、フランチェスカから決してかかってくることのなかった電話を共に待っていてくれたことに感謝をする。家で1人になったロバートは1通の手紙を書いて自分の荷物を全て箱にしまい、フランチェスカと共に過ごした日々、そして別々に過ごしてきたその後を回想する(“It All Fades Away”)。フランチェスカはロバートに電話をしようか迷うが、代わりにローズマン・ブリッジの写真が載った『ナショナル・ジオグラフィック』をひらく。フランチェスカは長年開けていなかったブランデーを取り出す。
フランチェスカは届いた手紙を手にローズマン・ブリッジに向かう。手紙には橋でロバートが撮った写真が同封され、ロバートの死が告げられていた。ロバートはフランチェスカが選んだ道を理解し、家族を愛するフランチェスカを愛していたと記されていた。フランチェスカはロバートと引き合わせ、そして分かれさせた橋のことを涙ながらに考えるが、ロバートとの出会いも家族のもとに残ったことも後悔はしていない。最初に恋に落ちたマディソン郡の橋の上にロバートとフランチェスカは共に登場する(“Always Better”)。

## 使用楽曲
| 第1幕 - To Build a Home - フランチェスカ、カンパニー - Home Before You Know It - バッド、マイケル、キャロライン、フランチェスカ - Temporarily Lost - ロバート - What Do You Call a Man? - フランチェスカ - You're Never Alone - バッド、カンパニー - Another Life - マリアン - Wondering - ロバート、フランチェスカ - Look At Me - フランチェスカ, ロバート、カンパニー - The World Inside a Frame - ロバート - Something From a Dream - バッド - Get Closer - マージ、レディオ・シンガーズ - Falling Into You - ロバート、フランチェスカ | 第2幕 - State Road 21/The Real World - ステート・フェア・シンガー、マイケル, キャロライン、カンパニー - Who We Are and Who We Want to Be - ロバート, フランチェスカ、カンパニー - Almost Real - フランチェスカ - Before and After You/One Second and a Million Miles - ロバート、フランチェスカ - When I'm Gone - チャーリー、バッド、カンパニー - It All Fades Away - ロバート - Always Better - フランチェスカ, ロバート、カンパニー |

## 評価
『プレイビル』誌によると、評価は賛否両論であった。「フォーク、カントリー、ポップ、オペラ風などをミックスしたブラウンの音楽が好きなファンもいるだろうが、興行成績のための幅広い客層には受けなかった」。

## 受賞歴
2014年、ドラマ・デスク・アワードにおいてミュージカル作品賞、ミュージカル主演男優賞(スティーヴン・パスケール)、ミュージカル主演女優賞(ケリー・オハラ)、ミュージカル演出賞(バートレット・シア)、楽曲賞(ジェイソン・ロバート・ブラウン)、作詞賞(ジェイソン・ロバート・ブラウン)、ミュージカル脚本賞(マーシャ・ノーマン)、編曲賞(ジェイソン・ロバート・ブラウン)、ミュージカル装置デザイン賞(ジョン・ウェストン)の9部門にノミネートされ、ブラウンが編曲賞と楽曲賞を受賞した。
2014年、海外批評家サークル賞において、ブロードウェイ/オフ・ブロードウェイ新作楽曲賞、ミュージカル主演女優賞(オハラ)の2部門にノミネートされた。
2014年、ドラマ・リーグ・アワードにおいてミュージカル・プロダクション賞、パフォーマンス賞(オハラおよびパスケール)の3ノミネートを受けた。
2014年、トニー賞において、ミュージカル主演女優賞(オハラ)、オリジナル楽曲賞(ブラウン)、ミュージカル照明デザイン賞(ドナルド・ホルダー)、編曲賞(ブラウン)の4部門にノミネートされ、ブラウンがオリジナル楽曲賞、編曲賞を受賞した。

### オリジナル・ブロードウェイ・プロダクション
| 年   | 賞                       | 部門                           | ノミネート                     | 結果       |
| ---- | ------------------------ | ------------------------------ | ------------------------------ | ---------- |
| 2014 | トニー賞                 | オリジナル楽曲賞               | ジェイソン・ロバート・ブラウン | 受賞       |
| 2014 | トニー賞                 | 編曲賞                         | ジェイソン・ロバート・ブラウン | 受賞       |
| 2014 | トニー賞                 | ミュージカル主演女優賞         | ケリー・オハラ                 | ノミネート |
| 2014 | トニー賞                 | ミュージカル照明デザイン賞     | ドナルド・ホルダー             | ノミネート |
| 2014 | ドラマ・デスク・アワード | ミュージカル作品賞             | ミュージカル作品賞             | ノミネート |
| 2014 | ドラマ・デスク・アワード | 楽曲賞                         | ジェイソン・ロバート・ブラウン | 受賞       |
| 2014 | ドラマ・デスク・アワード | 作詞賞                         | ジェイソン・ロバート・ブラウン | ノミネート |
| 2014 | ドラマ・デスク・アワード | 編曲賞                         | ジェイソン・ロバート・ブラウン | 受賞       |
| 2014 | ドラマ・デスク・アワード | ミュージカル演出賞             | バートレット・シア             | ノミネート |
| 2014 | ドラマ・デスク・アワード | ミュージカル脚本賞             | マーシャ・ノーマン             | ノミネート |
| 2014 | ドラマ・デスク・アワード | ミュージカル男優賞             | スティーヴン・パスケール       | ノミネート |
| 2014 | ドラマ・デスク・アワード | ミュージカル女優賞             | ケリー・オハラ                 | ノミネート |
| 2014 | ドラマ・デスク・アワード | ミュージカル音響デザイン賞     | ジョン・ウェストン             | ノミネート |
| 2014 | 海外批評家サークル賞     | 新曲賞                         | ジェイソン・ロバート・ブラウン | ノミネート |
| 2014 | 海外批評家サークル賞     | ミュージカル女優賞             | ケリー・オハラ                 | ノミネート |
| 2014 | ドラマ・リーグ・アワード | ミュージカル・プロダクション賞 | ミュージカル・プロダクション賞 | ノミネート |
| 2014 | ドラマ・リーグ・アワード | パフォーマンス賞               | ケリー・オハラ                 | ノミネート |
| 2014 | ドラマ・リーグ・アワード | パフォーマンス賞               | スティーヴン・パスケール       | ノミネート |